# Artocarpus sarawakensis
Artocarpus sarawakensis är en mullbärsväxtart som beskrevs av Jarrett. Artocarpus sarawakensis ingår i släktet Artocarpus och familjen mullbärsväxter. Inga underarter finns listade i Catalogue of Life.